# Chiềng Sinh (xã)
Chiềng Sinh là một xã thuộc huyện Tuần Giáo, tỉnh Điện Biên, Việt Nam.

## Địa lý
Xã Chiềng Sinh nằm ở phía nam huyện Tuần Giáo, có vị trí địa lý:
- Phía đông giáp xã Tênh Phông
- Phía tây giáp xã Nà Sáy
- Phía nam giáp xã Chiềng Đông
- Phía bắc giáp thị trấn Tuần Giáo và xã Nà Sáy.

Xã Chiềng Sinh có diện tích 18,29 km², dân số năm 2022 là 5.314 người, mật độ dân số đạt 290 người/km².

## Hành chính
Xã Chiềng Sinh được chia thành 7 bản: Che Phai I, Che Phai II, Dửn, Kép, Hiệu, Ta Cơn, Ly Xôm.

## Lịch sử
Ngày 25 tháng 8 năm 2012, Chính phủ ban hành Nghị quyết số 45/NQ-CP về việc thành lập xã Chiềng Đông trên cơ sở 3.898 ha diện tích tự nhiên và 4.997 người của xã Chiềng Sinh.
Sau khi điều chỉnh địa giới hành chính, xã Chiềng Sinh còn lại 1.829 ha diện tích tự nhiên với 4.664 người và 12 bản: Chiềng An, Ta Cơn, Pa Sát, Che Phai I, Che Phai II, Che Phai III, Kép, Bánh, Dửn, Hiệu I, Hiệu II, Ly Xôm.
Ngày 6 tháng 12 năm 2019, HĐND tỉnh Điện Biên ban hành Nghị quyết số 148/NQ-HĐND về việc:
- Sáp nhập bản Chiềng An vào bản Ta Cơn.
- Sáp nhập bản Pa Sát vào bản Che Phai I.
- Sáp nhập bản Che Phai III vào bản Che Phai II.
- Sáp nhập Bản Bánh vào Bản Kép.
- Thành lập Bản Hiệu trên cơ sở Bản Hiệu I và Bản Hiệu II.